# Rutázott

Bajorország címerének rutázott boglárpajzsa

A rutázott pajzs többszörös harántolás és balharántolás által jön létre és az így kialakult mezőkben egy szín és egy fém sakktáblaszerűen váltakozik. A rutázás általában nem szabályos átlós vonalakból áll, mint Monaco címerében, hanem némileg (harántosan, esetleg balharántosan) el van csúsztatva, mint az Bajorország címerében is látható, de az osztóvonalak ekkor is mindig párhuzamosak egymással.
Névváltozatok:

fr. losangé, en: lozengy, de: gerautet
Rövidítések

Ha az osztóvonalak a pajzs felső sarkaiból a pajzs közepén át futnak és a jobb-, valamint a bal oldali vonalak száma azonos, a ruták derékszögű négyzetek (de: Quadraten) lesznek. Ez harántsakkozott pajzsnak is nevezhető. Ha a vonalak két hegyes szögben végződő alakzatokat eredményeznek, rutákat (de: Wecken) kapunk és a pajzs rutázott lesz. Ha a ruták még jobban el vannak nyújtva és két szögük még élesebb, ezt a német heraldikában orsóknak (de: Spindeln, a. m. csürlő) is nevezik, bár a régi heraldikában ezek között nem tettek különbséget.
Egy és ugyanazon címer különféleképpen megrajzolt változataiban a ruták egyaránt lehettek négyzetalakúak és jobban elnyújtottak. A mintázat a pajzsszéleken eltűnik, azaz fél- és negyedrutákat alkot, ellenkező esetben a pajzs nem rutázott, hanem rutákkal díszített. A rutázás létrejöhet a vágott pajzs harántolásával, illetve balharántolásával, valamint a hasított pajzs harántolásával, illetve balharántolásával is. Ezeket az angol heraldikában általában a vágott, illetve a hasított pajzs egyik változatának tekintik. Az angol heraldikában általában ide sorolják a félrutázott pajzsot is, mely vágás és rutázás által jön létre.

## Alaptípusok

Bajorország (harántosan) rutázott zászlója (en: bendy lozengy, paly bendy lozengy; ellentéte a balharántosan rutázott pajzs, en: bendy lozengy sinister)
Harántsakkozott pajzs (en: bendy dexter and sinister)
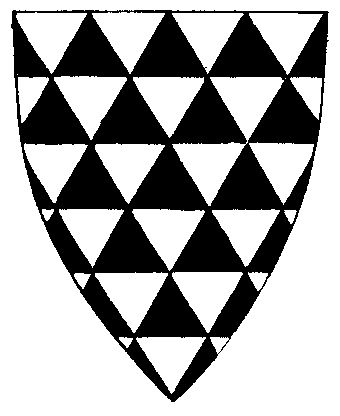
Félrutázott pajzs (en: barry indented)